# Onceroxenus curtus
Onceroxenus curtus is een kreeftachtigensoort uit de familie van de Onceroxenidae. De wetenschappelijke naam van de soort is voor het eerst geldig gepubliceerd in 1987 door Boxshall & Lincoln.